# Ubikvitin ligáza

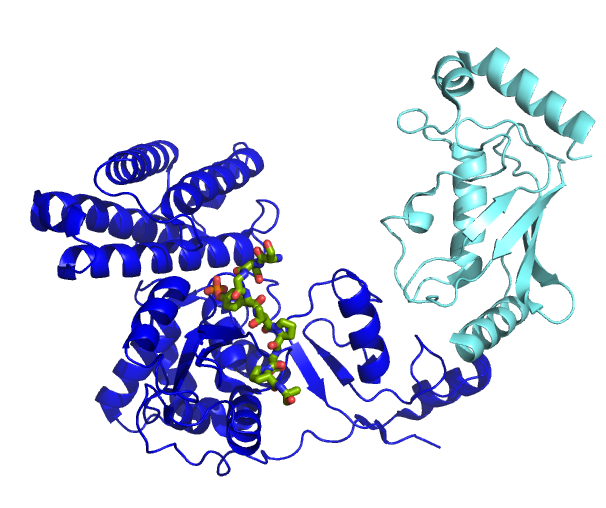
Ubiquitin ligáza (E3) tmavě modře, v komplexu s enzymem E2 (světle modře) a substrátovým peptidem (zeleně)

Ubikvitin ligáza (též ubiquitin ligáza nebo enzym E3) je jakýkoliv enzym, který katalyzuje konečný přenos malého proteinu ubiquitinu na cílový substrát. Jedná se o poslední krok v procesu ubiquitinylace proteinů. Ubuiquitin je přenesen buď z SH skupiny cysteinu přímo na molekule enzymu E3, nebo (u ligáz obsahujících RING finger) přímo z enzymu E2. Cílem je aminoskupina lysinu na substrátu, případně N-terminální aminoskupina proteinu. Řada ubiquitinylačních reakcí za sebou se označuje jako polyubiquitinylace a obvykle je signálem pro degradaci proteinu, na který byla taková značka přidána.

## Klasifikace
Dnes je známo velké množství ubiquitin ligáz, např. v lidském genomu jich je více než 600. Ty jsou zpravidla klasifikovány do tří tříd:
- RING ubiquitin ligázy – nejrozsáhlejší skupina ubiquitin ligáz, které pracují jako monomery nebo dimery. Obsahují tzv. RING finger (z angl. výrazu "really interesting new gene"), který váže zinečnatý iont, případně podobný U-box motiv, který zinek neváže. Katalyzují jednokrokový přenos z enzymu E2 na molekulu substrátu. Speciální podtřídou RING ubiquitin ligáz jsou cullin-RING ubiquitin ligázy (CRLs), které se skládají z několika podjednotek vázajících se na kostru cullinu. Další známou RING ubiquitin ligázou je APC/C komplex, resp. jeho RING podjednotka Apc11.
- HECT ubiquitin ligázy – skupina ubiquitin ligáz obsahujících tzv. motiv HECT (homologous to the E6AP carboxyl terminus). Přenáší ubiquitin z E2 nejprve na vlastní cysteinový zbytek a teprve následně na substrát. HECT jsou tvořeny dvěma laloky, jeden slouží k vazbě E2 a druhý obsahuje zmíněný katalytický cystein (oba laloky mohou během katalytického cyklu měnit svou vzájemnou prostorovou orientaci). N-terminální část je zodpovědná za substrátovou specifitu a podle jejího typu se ještě dále rozlišují Nedd4 ubiquitin ligázy (obsahující WW motiv s dvěma tryptofany) a HERC ubiquitin ligázy (které mají jednu nebo více RCC1-like domén)
- RBR ubiquitin ligázy – z anglického sousloví "RING-betweenRING-RING", odkazujícího na fakt, že obsahují RING1 doménu a RING2 doménu, mezi nimiž je tzv. "betweenRING" doména. RING1 slouží k vazbě E2, zatímco RING2 obsahuje katalytický cystein. RBR často obsahují další dodatečné domény.